# Bergier
Bergier (en francès Le Rouret) és un municipi francès situat al departament dels Alps Marítims i a la regió de Provença – Alps – Costa Blava.

## Demografia
| 1962                                       | 1968  | 1975  | 1982  | 1990  | 1999  | 2008  |
| ------------------------------------------ | ----- | ----- | ----- | ----- | ----- | ----- |
| 833                                        | 1.208 | 1.664 | 2.315 | 2.927 | 3.428 | 3.763 |
| Des de 1962: població sense dobles comptes |       |       |       |       |       |       |

## Administració
| Període | Identitat       | Partit |
| ------- | --------------- | ------ |
| 2001-   | Gérald Lombardo | UMP    |